# لوهك
لوهك (بالفارسية: لوحک) هي قرية تقع في قسم آبدان الريفي (مقاطعة دير) في إيران. يقدر عدد سكانها بـ 75 نسمة بحسب إحصاء 2016.